# Economía de Plasencia

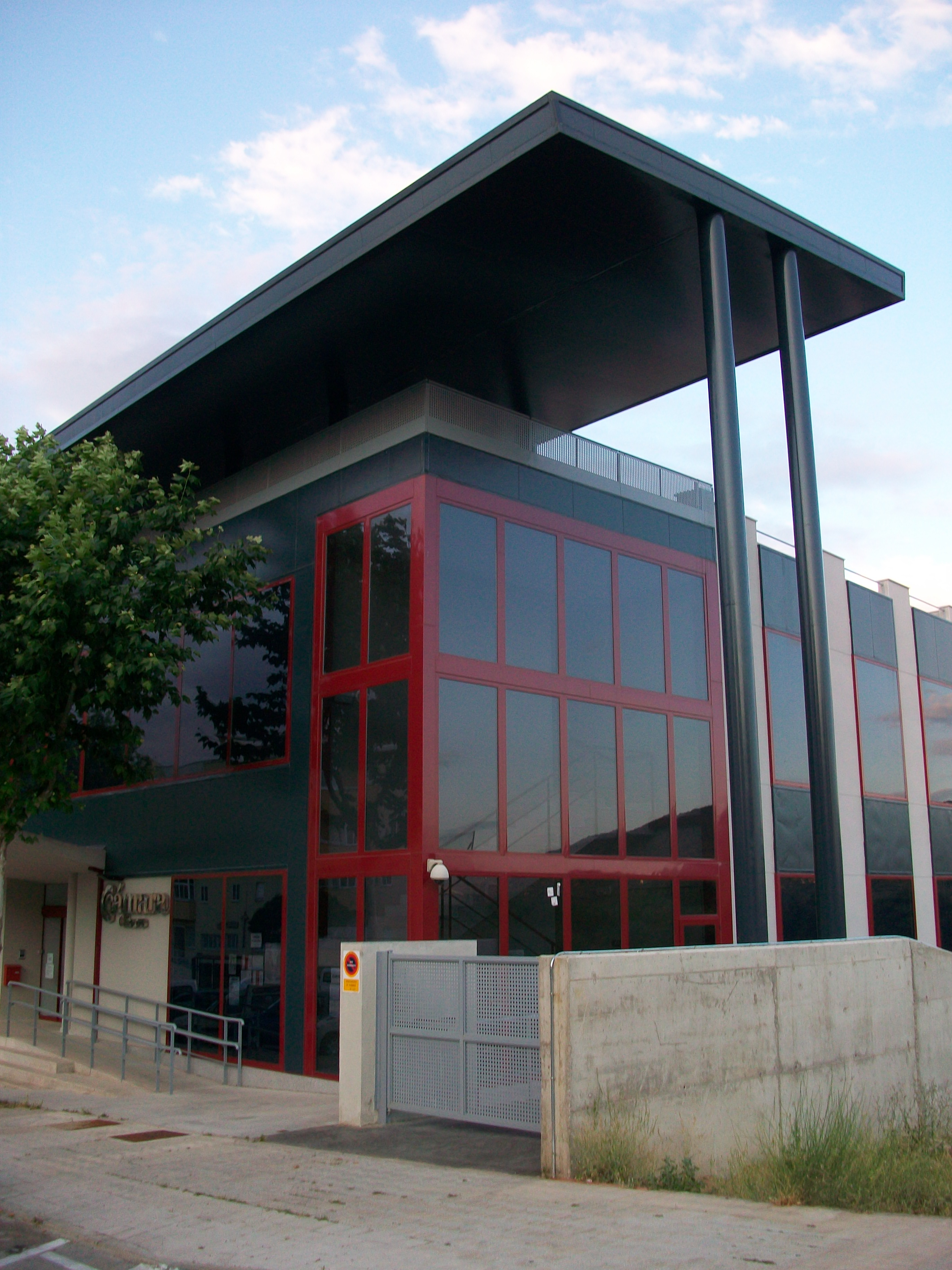
Vivero de empresas de la Cámara de Comercio en Plasencia.

La economía de la ciudad de Plasencia es uno de los principales pilares de riqueza dentro de la comunidad extremeña y son los servicios la principal actividad productiva de la ciudad, representando el 63% de la economía placentina.

## Actividad económica por sectores

### Primario
sector primario. Desde siempre las actividades humanas que mayor cantidad de empleo y riqueza generaban eran las relacionadas con los recursos agrícolas y ganaderos, no obstante, desde la década de los años 50-60 se ha venido produciendo un abandono progresivo y lento de los cultivos y aprovechamientos tradicionales, lo que ha hecho que este municipio, al igual que el resto del territorio provincial, estén en franco declive. Pese a la fuerte pérdida de efectivos dentro del sector agro-ganadero, todavía hay un total de 4.080 Has cultivadas de las cuales el 44% están dedicadas a cultivos de secano y el 56% restante a regadío. 
En la zona oeste del término municipal se sitúan dos núcleos de población pertenecientes a Plasencia y cuya actividad económica principal está encuadrada dentro del sector primario: San Gil y Pradochano. En estos terrenos se aprovechan las aguas provenientes del embalse de Gabriel y Galán en el norte de la comunidad extremeña. 
En cuanto a los cultivos de secano destaca el 50% explotado en olivar y las restantes hectáreas se dedican básicamente veza para forraje, otras leguminosas y cerezo, entre otros cultivos de menor extensión. En cuanto a los cultivos de regadío son destacables praderas, maíz, soja, colza, girasol, alfalfa y tabaco que componen el 86% de las hectáreas cultivadas. 
El sector primario genera empleo para el 6% de la población activa de Plasencia.

### Secundario
sector secundario. Las actividades relacionadas con la industria ocupan en el municipio a 4767 personas, lo que supone alrededor del 31% del empleo total de Plasencia. Es el sector industrial la actividad económica que más cantidad de empleo estable genera en la ciudad.
La industria de productos alimenticios y bebidas, con el 20,7% de la producción industrial total, y la industria del tabaco, con el 35% son los sectores industriales que más empleo generan. No obstante, hay una gran variedad de empresas dedicadas a muy diferentes actividades como por ejemplo:
- Extracción de minerales.
- Industria textil.
- Industria de la confección y de la peletería.
- Industria de la madera y del corcho.
- Edición, artes gráficas y reproducción.
- Industria química.
- Metalurgia
- Fabricación de productos metálicos.
- Industria de la construcción de maquinaria.
- Fabricación material electrónico.
- Fabricación de vehículos de motor y remolques.
- Fabricación de muebles.
- Reciclaje.
- Producción y distribución de energía eléctrica.
- Captación, depuración y distribución de agua.

#### Subsector de la construcción
La construcción, debido al auge que ha experimentado en los últimos años se ha convertido en un sector clave de la economía placentina y que genera más de 2876 empleos directos en la ciudad, que suponen el 19% de los ocupados totales. Algunas de las mayores empresas de la construcción de Extremadura tienen su sede en la ciudad de Plasencia.

### Terciario
sector terciario Las actividades económicas que tradicionalmente se engloban dentro del llamado sector terciario ocupan en Plasencia a 9480 personas, lo que supone el 63% del empleo. Se trata, pues, del verdadero motor del empleo y la actividad económica en la ciudad y es la base que ha propiciado y permitido el crecimiento económico y poblacional de las últimas décadas. Al ser Plasencia el centro funcional del norte de la Comunidad Autónoma, ha hecho que aglutine una importante concentración de empresas y trabajadores que dan servicios a un amplio entorno que abarca tanto la zona norte de la región como el sur de las provincias de Salamanca y Ávila.
Dentro del sector servicios las actividades que mayor número de ocupados tienen son las siguientes: 
- Venta y reparación de vehículos
- Comercio al por mayor e intermediarios
- Comercio al por menor
- Hostelería
- Transporte
- Administración pública, defensa y seguridad ciudadana.
- Educación
- Actividades sanitarias y veterinarias
- Otras

Tanto el comercio como las actividades sanitarias y la hostelería son las que mayor cantidad de volumen de empleo generan en Plasencia. No obstante, ese empleo no siempre es un empleo estable, puesto que pese a ser muy importante en volumen en ocasiones es estacional, generándose por puntas de producción, especialmente en el comercio, la hostelería y en la sanidad debido a las sustituciones.
- Datos: Q5817234